# San-Gavino-di-Tenda
San-Gavino-di-Tenda (korziško San Gavinu di Tenda) je naselje in občina v francoskem departmaju Haute-Corse regije - otoka Korzika. Leta 1999 je naselje imelo 56 prebivalcev.

## Geografija
Kraj leži v severnem delu otoka Korzike 33 km jugozahodno od središča Bastie.

## Uprava
Občina San-Gavino-di-Tenda skupaj s sosednjimi občinami Lama, Murato, Pietralba, Piève, Rapale, Rutali, Santo-Pietro-di-Tenda, Sorio in Urtaca sestavlja kanton Haut-Nebbio s sedežem v Muratu. Kanton je sestavni del okrožja Calvi.
1. ↑  »Populations légales 2016«. Nacionalni inštitut za statistične in gospodarske raziskave. Pridobljeno 25. aprila 2019.